# Arnold Spielberg
Arnold Meyer Spielberg (n. 6 februarie 1917, Cincinnati, Ohio, SUA – d. 25 august 2020, Los Angeles, California, SUA) a fost un inginer electronist american cu contribuții remarcabile „în achiziția și înregistrarea în timp real a datelor, care a contribuit semnificativ la definirea proceselor de răspuns și control moderne”.    În 1959, împreună cu colegul său Charles Propster, a proiectat GE-225 pentru General Electric. A considerat primul „punct de vânzare” cu înregistrare computerizată a numerarului ca fiind cea mai importantă contribuție a sa.

## Biografie
Arnold Spielberg s-a născut la Cincinnati pe 6 februarie 1917, fiind de origine evreiască. Mama sa (Rebecca, născută Chechick) s-a născut la Sudylkiv (Ucraina), iar tatăl său (Samuel) la Kamianets-Podilskyi (Ucraina). Ambii au imigrat în Statele Unite; s-au cunoscut și s-au căsătorit la Cincinnati, unde s-a născut Arnold. 
De la vârsta de 9 ani, Arnold a început să construiască radiouri. „La 15 ani, Arnold a devenit operator de radio, construindu-și propriul emițător, o abilitate care s-a dovedit utilă atunci când s-a înscris în armata americană în ianuarie 1942, la o lună după atacul japonez de pe Pearl Harbor și s-a alăturat Signal Corps.” După ce s-a antrenat ca transmițător de radio pentru Air Corps, abilitățile sale în proiectarea de noi antene de avion i-au adus funcția de șef de comunicații al unei escadrile B-25 din India.
Leah Posner (1920-2017), o talentată pianistă, s-a căsătorit cu Spielberg în ianuarie 1945 și au avut patru copii:  Steven Spielberg, Anne Spielberg, Nancy Spielberg și Sue Spielberg. 
După ce a absolvit Universitatea din Cincinnati cu o licență în inginerie electrică, Arnold a intrat în 1949 la Departamentul de Dezvoltare Avansată al Radio Corporation of America unde a lucrat în domeniul servosistemelor și a sistemelor de ghidare. 
A murit din cauze naturale la casa sa din Los Angeles (California) pe 25 august 2020, la vârsta de 103 ani.